# ALLinHK

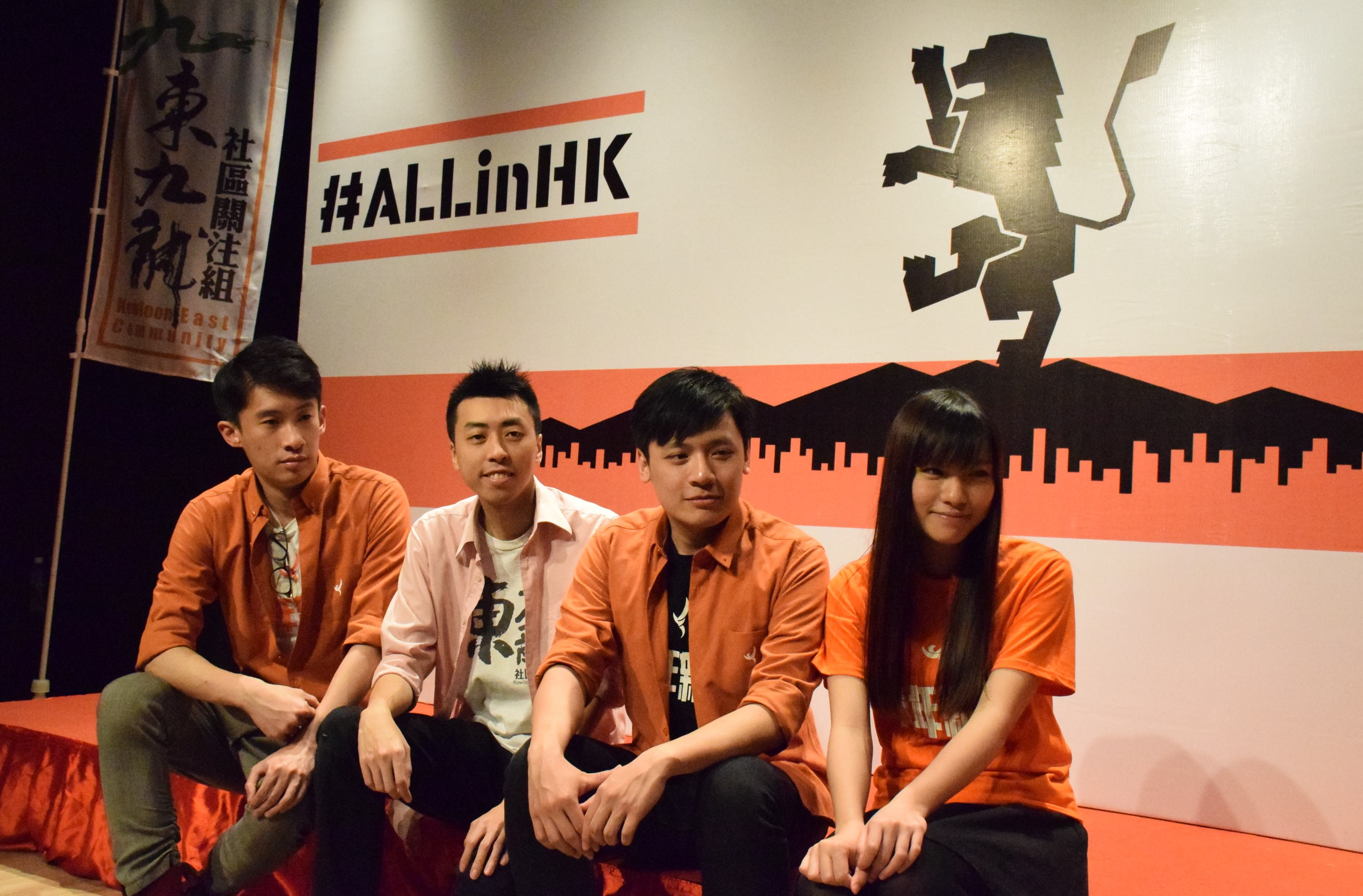
ALLinHK四位立法會參選人，由左邊起是梁頌恆、陳澤滔、黃俊傑、游蕙禎

ALLinHK是香港本土派部分傘後組織成立的選舉聯盟，以「香港民族，前途自決」作競選綱領，成員包括青年新政、本土民主前線、東九龍社區關注組、天水圍民生關注平台、長沙灣社區發展力量、慈雲山建設力量和屯門社區關注組，不是有召集人或發言人的政團。後來本土民主前線因為梁天琦在2016年香港立法會參選確認書風波中，被選舉事務主任取消資格，由青年新政梁頌恆代為出選。

## 2016年香港立法會選舉
在2016年立法會選舉，聯盟除港島區外，其他四個選區都各派一張名單參選，最後青年新政的游蕙禎和梁頌恆兩張名單贏到共兩名議席。

## 參選名單
- 九龍西：青年新政游蕙禎 — 20,643票（7.40%），1席，上任後因香港立法會宣誓風波而被褫奪資格
- 九龍東：東九龍社區關注組陳澤滔 — 12,854票（3.91%），0席，可取回选举按金，但未能得到选举资助
- 新界西：青年新政黃俊傑、天水圍民生關注平台王百羽 — 9,928票（1.65%），0席，因得票不夠3%得不到選舉資助和被沒收選舉按金
- 新界東：青年新政梁頌恆、李東昇 —  37,997票（6.55%），1席，上任後因宣誓風波而被褫奪資格